# Ziggo Sport
Ziggo Sport es un canal de televisión por suscripción con temática deportiva de los Países Bajos, propiedad de VodafoneZiggo. La cadena transmite diversos deportes, centrándose en los principales eventos deportivos, así como películas y documentales relacionados con el deporte, estando disponible únicamente para suscriptores de la operadora Ziggo. Ziggo Sport Totaal es la versión que está disponible para suscriptores de otros proveedores. El canal comenzó con un video promocional el 2 de noviembre de 2015, pero inició oficialmente sus transmisiones el 12 de noviembre de 2015.

## Historia
En noviembre de 2014, Liberty Global adquirió la compañía de cable holandesa Ziggo y en abril de 2015 formó una empresa conjunta con Vodafone Group, dando como resultado VodafoneZiggo. Liberty Global ya era propietaria de Sport1 a través de su filial UPC y decidió cambiarle el nombre a Ziggo Sport Totaal el 12 de noviembre de 2015.Al mismo tiempo, la empresa lanzó el nuevo canal de televisión Ziggo Sport para los clientes de Ziggo. Jack van Gelder fue contratado como el rostro de la nueva cadena. En su estreno presentó, entre otros, el programa de entrevistas sobre deportes Peptalk, con Frank Evenblij, y el programa de entrevistas sobre fútbol Rondo. Además, el canal logró hacerse con los derechos de la Premier League, LaLiga y la Fórmula 1, entre otros. Más tarde, aumentó la oferta de los mejores deportes (neerlandeses) en la señal. Esto también incluyó la transmisión de hockey, rugby, ciclocross, tenis, baloncesto y balonmano.
Además de Van Gelder, el canal empezó a trabajar con otros rostros habituales, entre ellos: Wim Kieft, Ruud Gullit y Marco van Bastenque fueron contratados como analistas de partidos de fútbol y Robert Doornbos empezó a trabajar como narrador de Fórmula 1.Wytse van der Goot, Bas van Veenendaal y Rob Kamphues reforzaron el equipo de presentadores a lo largo de los años. Van der Goot sucedería más tarde a Van Gelder como rostro permanente del canal de deportes.
El 17 de mayo de 2021, se anunció en el programa Veronica Inside que Ziggo Sport perdería los derechos de retransmisión de la Fórmula 1. Un día después, Ziggo confirmó que la Fórmula 1 ya no se mostraría después de la temporada 2021. Los suscriptores reaccionaron con decepción a la noticia, pero las consecuencias para el canal y los paquetes ofrecidos no quedaron claros de inmediato. Más tarde se anunció que Ziggo Sport también perdería los derechos de emisión de la Premier League. Por otro lado, el canal sí adquirió los derechos de la Ligue 1 y MotoGP y se ampliaron algunos otros derechos, incluidos los de la Fórmula E y la IndyCar.
A partir del 1 de septiembre de 2021, Marcel Beerthuizen fue nombrado director del canal en sustitución de Will Moerer, que había sido director desde su lanzamiento. Bajo la dirección de Beerthuizen, el canal logró cerrar un importante acuerdo en noviembre de 2022, el cual consistía en que, a partir de mediados de 2024, todas las competiciones internacionales del fútbol europeo se transmitirían a través de Ziggo Sport. Para las transmisiones, el equipo de comentaristas se ha ampliado con, entre otros: Hélène Hendriks, Noa Vahle, Giovanni van Bronckhorst, Wesley Sneijder, Theo Janssen y Royston Drenthe. El estudio de la cadena también sería renovado en el período previo a las primeras emisiones del nuevo paquete de transmisión. El nuevo estudio entró en funcionamiento el lunes 12 de agosto de 2024 durante una transmisión de Rondo. Así mismo, es la primera vez que todos los torneos de clubes del fútbol europeo (UEFA Champions League, UEFA Europa League y UEFA Conference League) están disponibles a través de un solo proveedor en los Países Bajos.Además de los derechos de fútbol, el canal deportivo neerlandés consiguió los derechos del ATP Tour para otros tres años y también amplió los derechos de LaLiga a principios de 2022.